# Megalodontes
Megalodontes  é um gênero de moscas-serra dentro da Symphyta pertecente à família Megalodontesidae subfamília Megalodontesinae.

## Descrição
As espécies de Megalodontes são moscas-serra bastante raras, com um corpo preto brilhante e estreitas listras amarelo claro no  abdômen. A cabeça é grande, as antenas são pectinadas e as asas são avermelhadas. Estas espécies estão restritas às regiões temperadas da Eurásia.

## Espécies
- Megalodontes bucephalus (Klug, 1824)
- Megalodontes capitalatus Konow, 1904
- Cefalotes Megalodontes (Fabricius, 1781)
- Megalodontes dusmeti Enslin, 1914
- Megalodontes eversmanni (Freymuth, 1870)
- Megalodontes fabricii (Leach, 1817)
- Megalodontes flabellicornis (Germar, 1825)
- Megalodontes flavicornis (Klug, 1824)
- Megalodontes gratiosus (Mocsáry, 1881)
- Megalodontes krausi Taeger, 1998
- Megalodontes laticeps Konow, 1897
- Megalodontes medius Konow, 1897
- Megalodontes merceti Konow, 1904
- Megalodontes mocsaryi (Ed. André, 1881)
- Megalodontes mundus Konow, 1904
- Megalodontes panzeri (Leach, 1817)
- Megalodontes phaenicius (Lepeletier, 1823)
- Megalodontes plagiocéfalo (Fabricius, 1804)
- Megalodontes scythicus Zhelochovtsev, 1988
- Megalodontes spiraeae (Klug, 1824)
- Megalodontes Thor Taeger, 2002
- Megalodontes turcicus (Mocsáry, 1881)